# Freistaat Flaschenhals

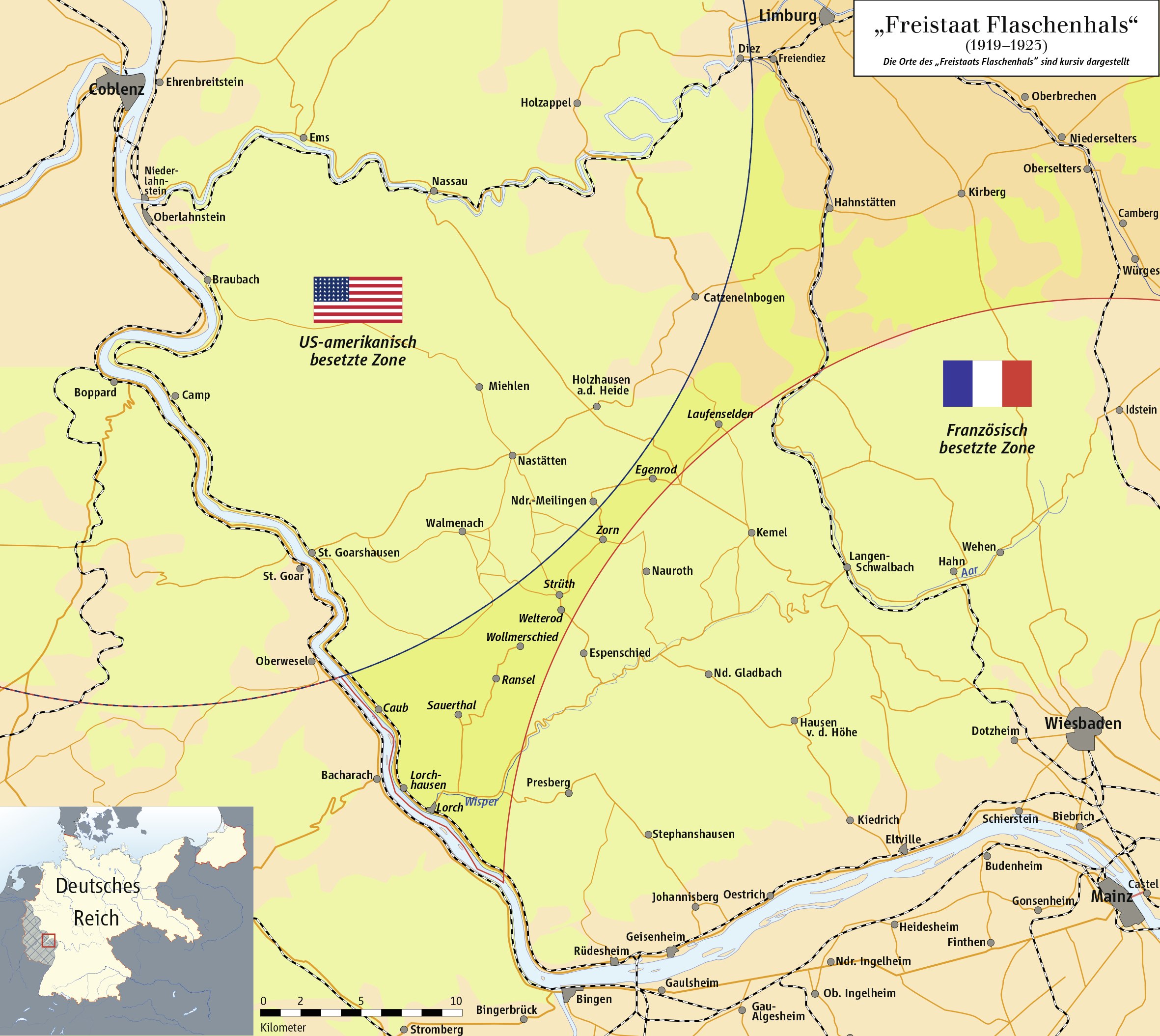
Karte des Freistaats Flaschenhals

Als Freistaat Flaschenhals bezeichnete sich selbstironisch ein trotz der Alliierten Rheinlandbesetzung unbesetzt gebliebenes schmales Gebiet zwischen den besetzten Brückenköpfen Koblenz und Mainz sowie zwischen dem Rhein und dem unbesetzten Teil der preußischen Provinz Hessen-Nassau, das nach Ende des Ersten Weltkrieges aufgrund seiner Lage bis Sommer 1920 vom übrigen unbesetzten Deutschland abgeschnitten und damit politisch wie wirtschaftlich auf sich selbst gestellt war. Um einen Staat im völkerrechtlichen Sinne handelte es sich dabei nicht.

## Die Entstehung des Flaschenhalses
Nach Kriegsende wurde im Waffenstillstand von Compiègne die Besetzung des linksrheinischen Gebietes durch die Alliierten und zusätzlicher Brückenköpfe mit einem Radius von 30 km um Köln (britisch), Koblenz (US-amerikanisch) und Mainz (französisch) angeordnet. Ein vierter – kleinerer – Brückenkopf wurde 1919 unter französischer Besatzung als Brückenkopf Kehl eingerichtet.

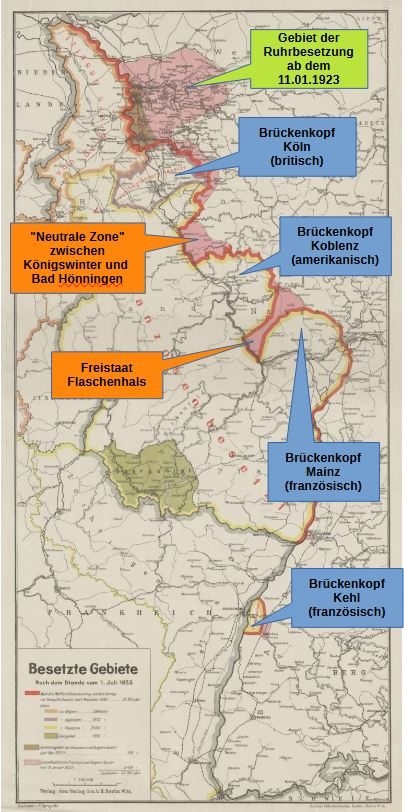
Besetzte deutsche Gebiete nach dem Ersten Weltkrieg, Stand 1. Juli 1923, unter besonderer Berücksichtigung der rechtsrheinischen Gebiete

Zwischen dem US-amerikanischen Brückenkopf von Koblenz, bei dem sich der Mittelpunkt des Kreissegments auf der Pfaffendorfer Brücke befand, und dem französischen Brückenkopf um Mainz, bei dem der Mittelpunkt des Kreissegments die Adresse des damaligen Mainzer Rathauses, Stadthausstraße 18, war, blieb ein schmaler Streifen zwischen dem Rheintal und Limburg an der Lahn unbesetzt, der wegen seiner Lage zwischen zwei sich einander fast berührender Kreisbögen die Form eines Flaschenhalses hatte.
Wie es zu diesem besatzungstechnischen Vakuum zwischen den beiden Brückenköpfen kommen konnte, wird von Zibell so erklärt:

„Dass es zwischen den Brückenköpfen Koblenz und Mainz einen Streifen unbesetzten Gebiets gab, das optisch dem Hals einer Weinflasche ähnelte, war den Alliierten sehr wohl bekannt. Der ‚Flaschenhals‘, wie er fortan sowohl von den Deutschen als auch von den Alliierten genannt wurde, entstand, weil die Alliierten nicht mit dem Friedensgesuch der Deutschen gerechnet hatten, das Anfang Oktober 1918 bei US-Präsident Woodrow Wilson eingetroffen war. Damals trat der Oberkommandierende der alliierten Streitkräfte, der französische Marschall Ferdinand Foch, auf den Plan. Binnen kürzester Zeit präsentierte er ein Waffenstillstandsabkommen, das – in Ermangelung eigener schlüssiger Konzepte – von den anderen Alliierten akzeptiert wurde. Selbstverständlich hatten Foch und die übrigen Alliierten zur Kenntnis genommen, dass es zwischen den Brückenköpfen Koblenz und Mainz ein Stück unbesetztes Gebiet gab, sich darum aber nicht weiter gekümmert. Mit Detailfragen konnte und wollte man sich nicht belasten. Damit sollten sich später die Militärbefehlshaber vor Ort befassen.“

Der Flaschenhals zwischen den Brückenköpfen Koblenz und Mainz war allerdings nicht das einzige besatzungstechnische Vakuum im Rheinland.

„Durch die Einrichtung der Brückenköpfe bei Mainz, Koblenz und Köln auf der rechten Rheinseite bildeten sich zwischen den Brückenköpfen Landstriche, die teilweise vom Rest der entmilitarisierten Zone abgeschnitten wurden. Sehr extrem fand dies bei Kaub am Rhein statt, wo noch nicht einmal eine Straße zur nächstgrößeren Stadt Limburg führte. Nicht ganz so extrem, aber dennoch von den Bedingungen des Waffenstillstandvertrages [sic] betroffen, war auch die Gegend zwischen Königswinter und Bad Hönningen sowie Unkel und Asbach, die zwischen den Brückenköpfen Köln und Koblenz lag.“

Erste Kritik an dem unbesetzten Gebiet zwischen den Brückenköpfen Koblenz und Mainz kam aus Frankreich selber. Der französische General Jean Jules Henri Mordacq (* 12. Januar 1868 in Clermont-Ferrand; † im April 1943) reklamierte den Flaschenhals als französische Besatzungszone, stieß damit aber auf Widerstand bei den übrigen Alliierten.:S. 16 f Allerdings forderte auch der Wiesbadener Regierungspräsident Wilhelm von Meister die Eingliederung des Flaschenhalses in die französische Besatzungszone, wenngleich aus anderen Gründen als Mordacq. Von Meister befürchtete im Dezember 1918, dass es aufgrund der Verkehrssituation für die Bevölkerung im Flaschenhals zu starken Versorgungsproblemen kommen könnte, weshalb eine Angliederung an die französische Besatzungszone notwendig sei. Die Waffenstillstandskommission lehnte diesen Vorstoß allerdings im Januar 1919 ab und kam damit auch dem Wunsch der Flaschenhals-Bewohner nach. Als deren Vertreter hatte der Lorcher Bürgermeister Edmund Pnischeck die Waffenstillstandskommission aufgefordert, dafür zu sorgen, „dass zwischen Bonn und Mainz wenigstens noch ein Streifen wirkliche[n] deutschen Rheins verbleiben soll, frei von jedem direkten oder auch indirekten welschen Einfluss“.:S. 17–18

## Die Entstehung des Freistaats
Der Flaschenhals, der sich nordöstlich von Laufenselden so weitete, dass eine weitgehend störungsfreie Verbindung zum restlichen unbesetzten Gebiet in Richtung Limburg bestand, blieb also unbesetzt. Von Laufenselden an in südwestlicher Richtung blieben aber 11 Ortschaften des Flaschenhalses aufgrund ihrer besonderen Lage zwischen den beiden Besatzungszonen von dem übrigen unbesetzten Gebiet isoliert. Sie hatten bis zur Grenzziehung für die Brückenköpfe drei unterschiedlichen Kreisverwaltungen innerhalb der preußischen Provinz Hessen-Nassau unterstanden.
| Gemeinden und ursprüngliche Zuständigkeiten im Freistaat Flaschenhals |                   |                   |           |                        |
| Gemeinde                                                              | Kreis             | Amtsgericht       | Fläche/ha | Bewohner am 08.10.1919 |
| Lorch                                                                 | Rheingaukreis     | Rüdesheim         | 02.452    | 2.206                  |
| Lorchhausen                                                           | Rheingaukreis     | Rüdesheim         | 00.836    | 0.679                  |
| Kaub                                                                  | Sankt Goarshausen | Sankt Goarshausen | 01.135    | 1.807                  |
| Sauerthal                                                             | Sankt Goarshausen | Sankt Goarshausen | 00.357    | 0.330                  |
| Ransel                                                                | Rheingaukreis     | Rüdesheim         | 00.722    | 0.728                  |
| Wollmerschied                                                         | Rheingaukreis     | Rüdesheim         | 00.553    | 0.243                  |
| Welterod                                                              | Sankt Goarshausen | Sankt Goarshausen | 00.994    | 0.420                  |
| Zorn                                                                  | Untertaunuskreis  | Bad Schwalbach    | 00.618    | 0.321                  |
| Strüth                                                                | Sankt Goarshausen | Sankt Goarshausen | 00.465    | 0.304                  |
| Egenroth                                                              | Untertaunuskreis  | Bad Schwalbach    | 00.384    | 0.181                  |
| Laufenselden                                                          | Untertaunuskreis  | Bad Schwalbach    | 02.101    | 0.987                  |
|                                                                       |                   | Total             | 10.617    | 8.206                  |

Die verwaltungstechnische Zuständigkeit der drei Kreisverwaltungen über die elf unbesetzten Flaschenhals-Gemeinden bestand formell weiterhin, sie konnte aber aufgrund von deren isolierter Lage nicht mehr oder nur noch sehr eingeschränkt ausgeübt werden, so dass im Flaschenhals auf der Verwaltungsebene ein Notstand eintrat, der zur Selbstverwaltung zwang. Dieser Zwang zur Selbstverwaltung begründete das, was als „Freistaat Flaschenhals“ in die Geschichte einging. Er wurde am 10. Januar 1919 von Pnischeck bar jeglicher staatsrechtlicher Relevanz für unabhängig erklärt. Pnischeck, der für dieses Gebilde ohne „Verfassung, eine demokratisch legitimierte Regierung und ein Staatsvolk“ eine bedeutsame Rolle spielte, „war lediglich der Sprecher der verschiedenen, in dem Gebiet unfreiwillig zusammengefassten Gemeinden“,:S. 33 deren Überbau – der selbsternannte Freistaat –  „seine Hochphase […] zwischen Januar 1919 und Juni 1920 [erlebte], als die traditionellen Verwaltungsstrukturen, die Verkehrswege und die Kommunikationsmöglichkeiten sowohl zum besetzten als auch zum unbesetzten Teil des Deutschen Reiches gekappt worden waren“.:S. 67

### Die Situation im Freistaat

#### Isolierte Lage
Die Gemeinden zwischen Laufenselden und den Rheinanliegern Lorch, Lorchhausen und Kaub waren nicht nur verwaltungstechnisch isoliert. Der Flaschenhals hing zwar geographisch immer noch mit dem übrigen unbesetzten Deutschland zusammen, doch infolge der engen Grenzziehung gab es zunächst keine Wege mehr, auf denen die Flaschenhals-Orte – etwa von Limburg aus – erreichbar gewesen wären. Es gab keine direkte Straßenverbindung zwischen Laufenselden und den restlichen zum Rhein hin gelegenen Gemeinden, und teilweise hatten diese auch untereinander keine Straßenverbindung. Alle Verbindungswege führten über eines der beiden Brückenkopfgebiete und waren an deren Grenzen blockiert und nur mit einem speziellen Pass nutzbar. Die schmalste Stelle lag in bewaldetem Gebiet zwischen den Dörfern Zorn und Egenroth und war noch nicht einmal einen Kilometer breit. Zwischen Wollmerschied und Strüth und bei Zorn und Egenroth existierten überhaupt keine Straßen, weshalb allmählich über Feldwege und Waldschneisen eine Verbindung hergestellt werden musste.:S. 94–95 Diese neu geschaffenen Verbindungswege zwischen den elf Orten waren allerdings nicht unbedingt sicher. Die Besatzungsmächte nahmen gelegentlich Grenzverschiebungen vor, die erst nach mühsamen Verhandlungen wieder rückgängig gemacht werden konnten.:S. 108
Eisenbahnzüge auf der rechtsrheinischen Strecke durften weder in Kaub noch in Lorch halten, Schiffe nicht anlegen.

#### Selbstverwaltung

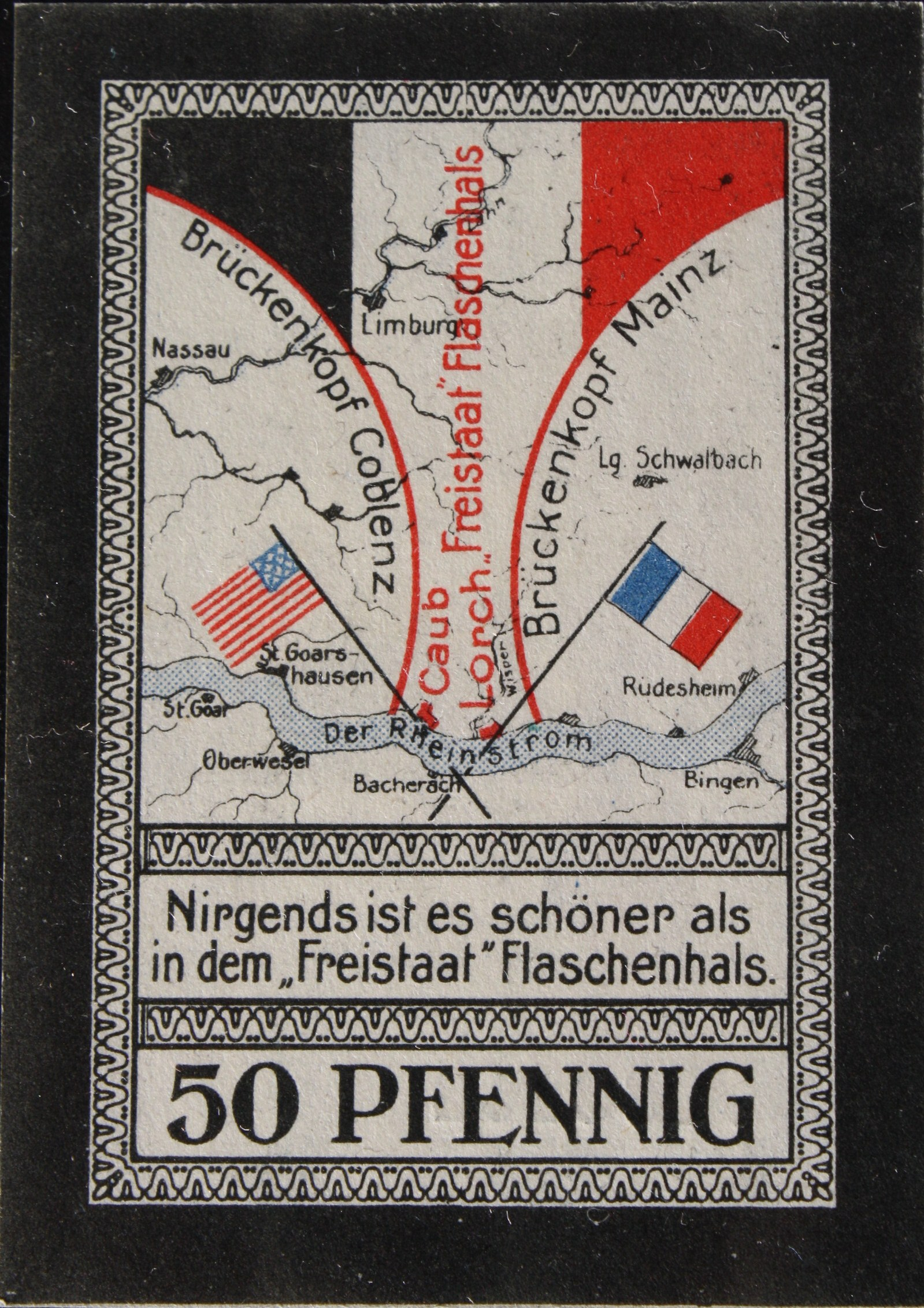
50-Pfennig-Notgeldschein aus dem „Freistaat Flaschenhals“

Mit Erlass des preußischen Oberpräsidiums Kassel vom 3. Januar 1919 wurde die kommunale Verwaltung des Gebietes pro forma auf den Landrat des Kreises Limburg übertragen; Limburg an der Lahn war die nächstgelegene nicht besetzte Kreis- und Gerichtsstadt. Da die Orte des Flaschenhalses, insbesondere dessen De-facto-Hauptstadt Lorch, von Limburg aus jedoch kaum zu erreichen waren, wurde Pnischeck als Vertreter des Limburger Landrats Robert Büchting mit weitgehenden Vollmachten ausgestattet, um die Region zu verwalten. Pnischeck war damit das politische Oberhaupt des Flaschenhalses und veranlasste wegen der weiterhin relativ isolierten wirtschaftlichen Lage die Herausgabe eines eigenen Notgeldes, das in den besetzten Nachbargebieten bald einen erheblichen Wert gewann.:S. 30 ff. Viele Motive der nun in Umlauf gebrachten lokalen Geldscheine stammten von dem in Kaub wohnenden Künstler Erich Nikutowski.:S. 33
Als Teil Preußens gehörte der „Freistaat Flaschenhals“ bis zum 22. November 1919 noch dem Regierungspräsidium Wiesbaden an, wurde dann aber einer neu gegründeten Abteilung beim Oberpräsidium in Kassel unterstellt.:S. 20
Die Franzosen versuchten ihrerseits, durch Schikanen den Widerstand der Bevölkerung im Flaschenhals zu brechen, um doch noch dessen Anschluss an das von ihnen besetzte Gebiet zu erreichen. Zu diesen Schikanen zählte auch, die Arbeit der Verwaltung zu torpedieren, um diese in den Augen der Bewohner zu diskreditieren. Zu diesem Zweck wurden Telefon- und Telegrafenverbindung zwischen dem Flaschenhals und Wiesbaden gekappt und der Briefverkehr unterbunden. Vermutlich war auch dies ein Grund dafür, weshalb der behördliche Schriftverkehr nicht mehr an das im besetzten Wiesbaden gelegene Regierungspräsidium gerichtet wurde, sondern an das Oberpräsidium in Kassel.:S. 20–21 Direkte Kontakte zwischen der Verwaltung vor Ort und dem Oberpräsidium in Kassel waren jedoch eher selten, da schon die Reise in das etwa 60 km entfernte Limburg einen Tag beanspruchte und eine Reise nach Kassel vier Tage.:S. 96 f

#### Versorgung
Pnischeck ließ als erstes eine provisorische, teils nur mit Holzknüppeln befestigte Straße durch das bergige und bewaldete Gelände nach zwischen dem Rhein und Laufenselden bauen und – mit Hilfe des Limburger Telegrafenamtes – eine nicht durch besetztes Gebiet führende Telegrafenleitung. Auf der Straße konnte schon bald eine eigene Postverbindung nach Limburg per Pferdefuhrwerk eingerichtet werden, die anfangs zweimal in der Woche verkehrte und nach Möglichkeit auch Reisende mitnahm. Unter günstigen Umständen wurde die rund 60 km lange Strecke Lorch–Limburg an einem Tag zurückgelegt. Später konnte die Postübergabe nach Laufenselden, schließlich sogar nach Strüth in den Flaschenhals verlegt werden.:S. 95
Problematisch war anfangs die Grundversorgung der Region. Vier der Flaschenhals-Orte, darunter mit Lorch und Kaub die größten, wiesen keine nennenswerte eigene Landwirtschaft auf und waren auf Lebensmittelversorgung von außen angewiesen. Nach Pnischeck gelang das vor allem mit Unterstützung des Limburger Landrats Robert Büchting und eines dortigen Kaufmanns, den Pnischeck scherzhaft als „Ernährungsminister“ des Flaschenhalses bezeichnete, dem ein in Lorch ansässiger „Eisenbahnminister“ zur Seite stand, da er auf den großen Fuhrpark „des Vereins für chemische Industrie in Frankfurt“ zurückgreifen konnte.:S. 99
Pnischeck war es wichtig, dass die Flaschenhals-Bewohner trotz aller anderen Einschränkungen nicht auch noch Hunger leiden mussten. Die sichere Lebensmittelversorgung dient ihm als eine Art Gegenpropaganda gegenüber Behauptungen von Gegnern des Freistaats, dass dessen Bewohner „Hungers sterben müssten, wenn wir nicht zum besetzten Gebiet zurückkehren würden“.:S. 99  Doch Pnischeck konnte stolz verkünden, dass in kurzer Zeit und trotz der beschwerlichen Verkehrswege „der ‚Flaschenhals‘ mit Lebensmitteln viel besser versorgt [war], als die benachbarten besetzten Gebiete“.:S. 101 Lediglich die Versorgung mit Schlachtvieh war über die Notstraßen nicht möglich, was zur heimlichen Fleischversorgung über die Grenzen der beiden Brückenköpfe hinweg führte. Allerdings waren auch nächtliche Schiffstransporte ein probates Mittel zur Versorgung des Flaschenhalses mit elementaren Wirtschaftsgütern. Ein kleines Motorschiff lief öfters des nachts das Lorcher Ufer hinter dem Lorcher Werth an, ohne dabei vom französisch besetzten linken Rheinufer gesehen zu werden. Noch in der Nacht musste dessen Ladung dann in alle Teile des Flaschenhalses – nach vorangegangener Segnung durch den Pastor – weiterverteilt werden, wozu 20 bis 25 Fuhrwerke notwendig waren. Nach Pnischeck waren derartige Aktionen so erfolgreich, „dass der ‚Freistaat Flaschenhals‘ wohl das Gebiet Deutschlands war, das als erstes die Lebensmittelkarten abschaffen konnte“.:S. 105

### Das Ende des Freistaats
Ende September 1919 besserte sich die Lage im Freistaat. Der Personenverkehr mit den besetzten Gebieten konnte wieder aufgenommen werden, wenngleich es weiterhin schwierig war, einen Pass von den Besatzungsbehörden zu erhalten, der zum Grenzübergang berechtigte. Später im Jahr erfolgte auch die Wiederaufnahme des Güterverkehrs.:S. 109
Im März 1920 kam es zum sogenannten Ruhraufstand und zum kurzfristigen Einmarsch deutscher Truppen zur Niederschlagung der Arbeiteraufstände. Da das Ruhrgebiet entmilitarisierte Zone war, sahen die Franzosen im Einmarsch der Reichswehr einen Verstoß gegen den Friedensvertrag von Versailles und nahmen das zum Anlass, ihre Besatzung auf mehrere bislang unbesetzte Gebiete auszuweiten, darunter auch auf Limburg. Nach Mordacq war dies vor allem ein Rachefeldzug, mit dem sich die Franzosen für die Solidarität der Stadt und ihrer Bürger für die Solidarität mit dem Freistaat Flaschenhals rächen wollten.:S. 40 Auf Druck ihrer Alliierten mussten sich die Franzosen aber bald wieder zurückziehen, und nach dem Ende des Ruhraufstandes entspannte sich die Lage in weiten Teilen Deutschlands. Das wirkte sich auch auf den Freistaat Flaschenhals aus. Sichtbarstes Zeichen waren die abermaligen Lockerungen der Grenz- und sonstigen Kontrollregelungen, die dem Flaschenhals ab dem Sommer 1920 eine wieder weitgehend unbeschränkte Anbindung an die Region Limburg und damit an den Rest des Deutschen Reiches ermöglichten.:S. 45 Die neue Normalität hatte weitreichende Folgen::S. 46
- Mit dem 1. Juli 1920 endete die provisorische Selbstverwaltung. Die drei für die Flaschenhalsgemeinden zuständigen Landräte übernahmen wieder die Verwaltung und das Regierungspräsidium Wiesbaden wurde erneut zur zuständigen Oberbehörde.
- Die regulären Post- und Telegrafenverbindungen wurden wieder hergestellt.
- Für Edmund Pnischeck endete seine Amtszeit als Sprecher der Flaschenhalsgemeinden.

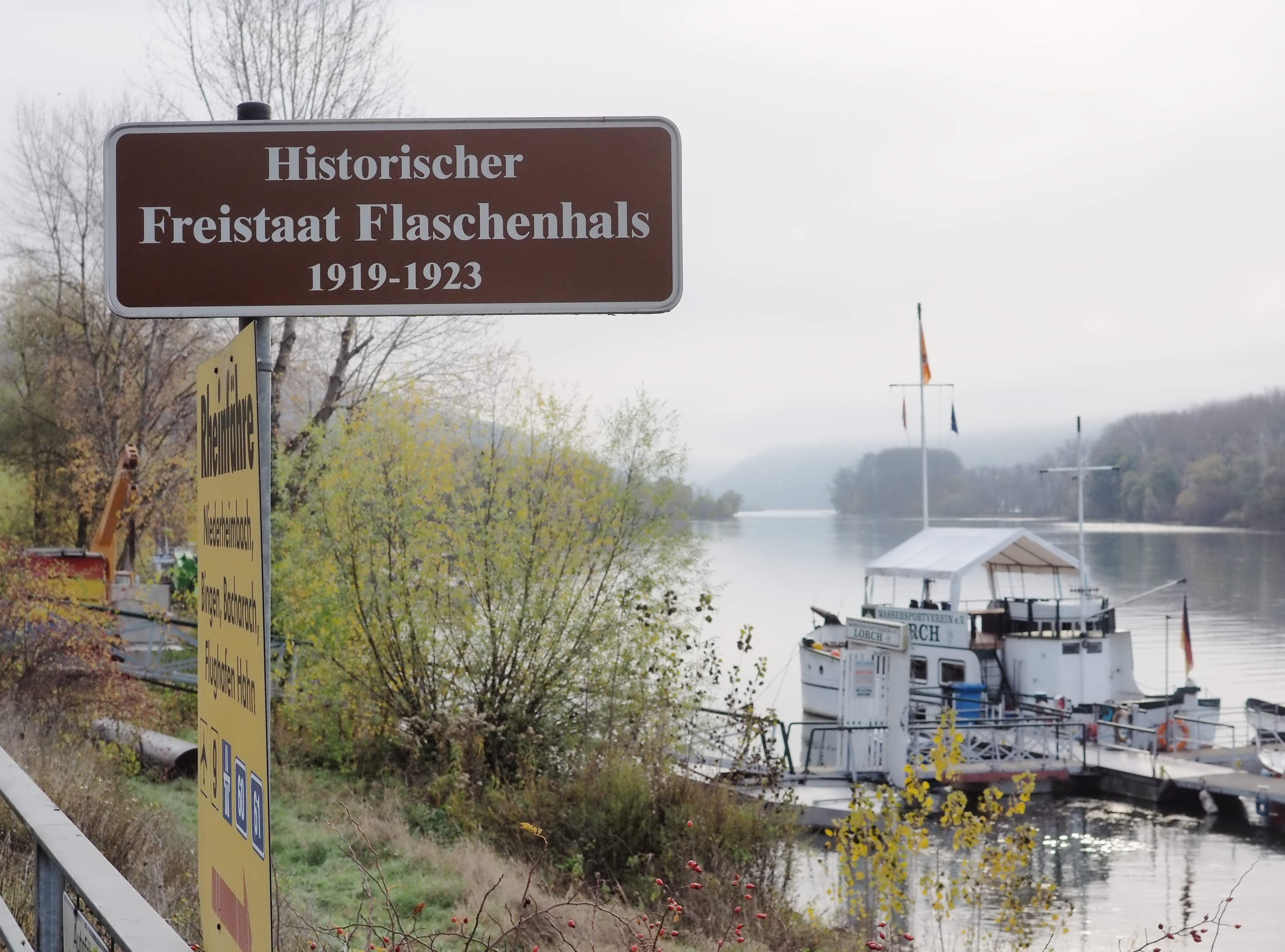
Historisch inkorrektes Hinweisschild an der Lorcher Ausfahrt der Rheinfähre von Niederheimbach

„Ab dem Sommer 1920 entspannte sich für kurze Zeit die Lage im ‚Flaschenhals‘. Die Ausnahmesituation schien beendet. Die Behinderung im Bereich der Verwaltungsstrukturen und der Verkehrswege war beseitigt. Der ‚Flaschenhals‘ existierte im Prinzip nur noch auf der Landkarte. Das heißt, er bestand zwar tatsächlich noch, weil die Brückenköpfe nicht aufgehoben worden waren, hatte aber insofern seine Bedeutung verloren, als seine Einwohnerschaft nicht mehr unter dem Zwang stand, sich eigenständig verwalten und versorgen zu müssen.“

Schon für Pnischeck war mit dem 1. Juli 1920 „der ‚Freistaat Flasschenhals‘ […] ehrenvoll untergegangen“.:S. 109 f Er und Zibell widerlegen mit ihren Äußerungen die Legende, dass das Ende des Freistaats Flaschenhals erst 1923 durch die Rheinland-Besetzung besiegelt worden sei. Heutige Schilder mit der Aufschrift „Historischer Freistaat Flaschenhals 1919–1923“ sind nach Zibell „Quatsch“, weil bei der Verwaltung des Territoriums bereits 1920 wieder deutsche Normalität eingekehrt sei. Was blieb, war das enge Territorium Flaschenhals zwischen den beiden besetzten Gebieten, in das die volle Normalität erst mit dem 30. Juni 1930, dem Ende der Rheinland-Besetzung, zurückkehrte.

## Der Flaschenhals nach dem Ende des Freistaats

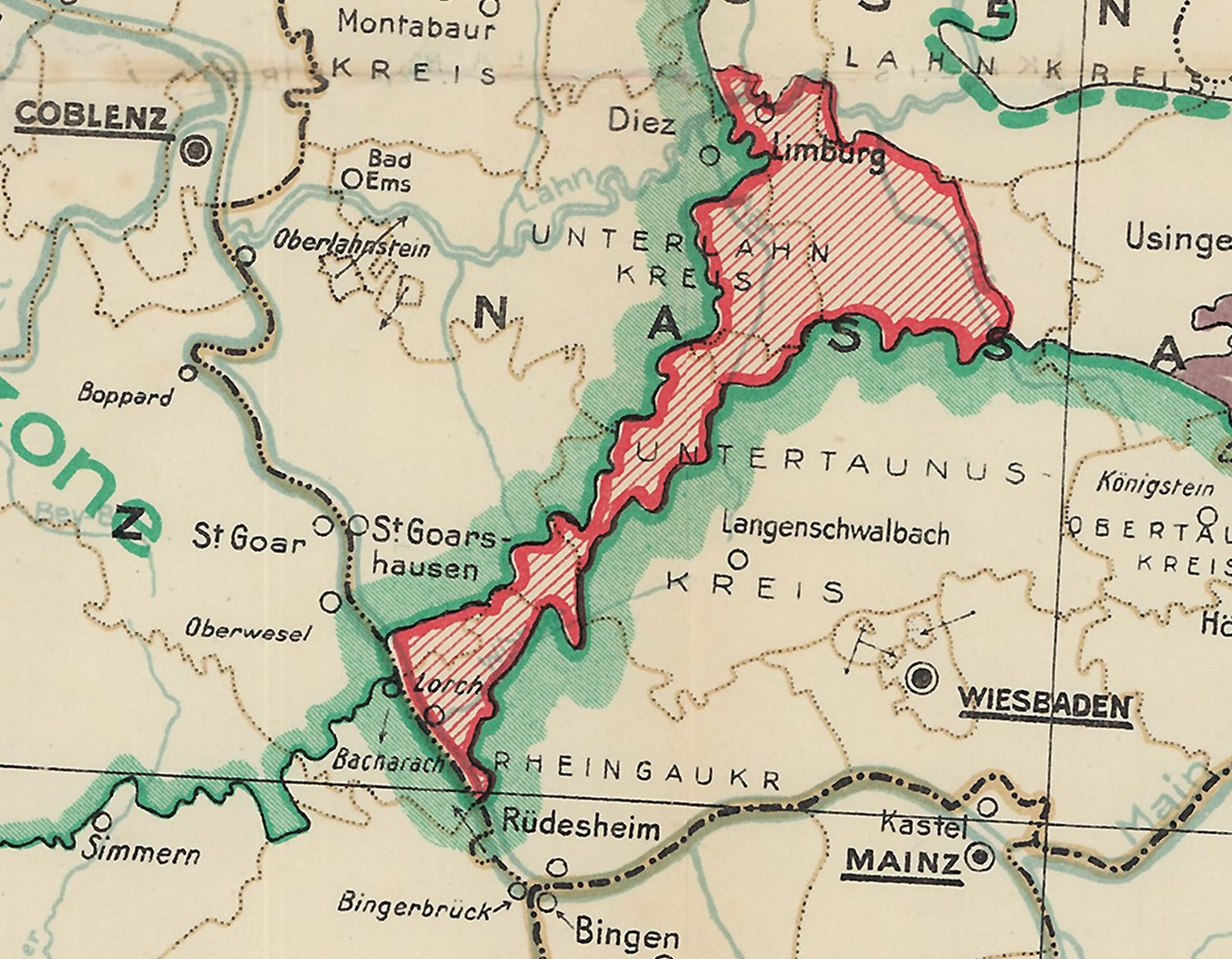
Besetztes Flaschenhals-Gebiet 1923–24 zwischen den Brückenköpfen Koblenz und Mainz

Die relative Ruhe und Normalität, die seit dem Sommer 1920 in dem Territorium eingekehrt war, endete Mitte Februar 1923. Zuerst am 19. Februar in den zum Untertaunuskreis gehörenden Gemeinden und dann am 25. Februar auch in den zum Unterlahn- und Rheingaukreises sowie dem Kreis St. Goarshausen gehörenden Orten marschierten in der Folge der Ruhrbesetzung marokkanische Hilfstruppen der französischen Armee ein.:S. 51 Das Besatzungsgebiet war deutlich größer als das Gebiet, das drei Jahre zuvor den Freistaat Flaschenhals gebildet hatte, und reichte – wie die nebenstehende Karte des Preußischen Statistischen Landesamtes zeigt – weit über Laufenselden in Richtung Nordosten hinaus. Mit der Besetzung bis hinauf nach Limburg und Camberg (beide besetzt am 15. Mai 1923, während umliegende Landgemeinden schon Mitte April besetzt worden waren):S. 286 schufen die Franzosen nun ein zusammenhängendes Gebiet, das die beiden Brückenköpfe Koblenz und Mainz vereinte. Es wurde eine neue Grenzlinie festgelegt, die das Gebiet zwischen den beiden Brückenköpfen zum unbesetzten Hinterland hin abgrenzte: „Straße und Eisenbahnlinie längs des Emsbaches; Ost- und Nordgrenze der Gemeinden Lindenholz, Hausen, Ennerich, Mühlen, Limburg.“:S. 70 Das nahe Weilburg und der Oberlahnkreis, die unbesetzt blieben, wurden „zu Grenzposten an der neuen Demarkationslinie zum französisch besetzten Gebiet und mussten zahlreiche von der Besatzungsmacht Ausgewiesene aufnehmen. […] Nach Beendigung des passiven Widerstandes konnten die Ausgewiesenen bis Weihnachten 1924 in ihre Heimat zurückkehren.“:S. 127

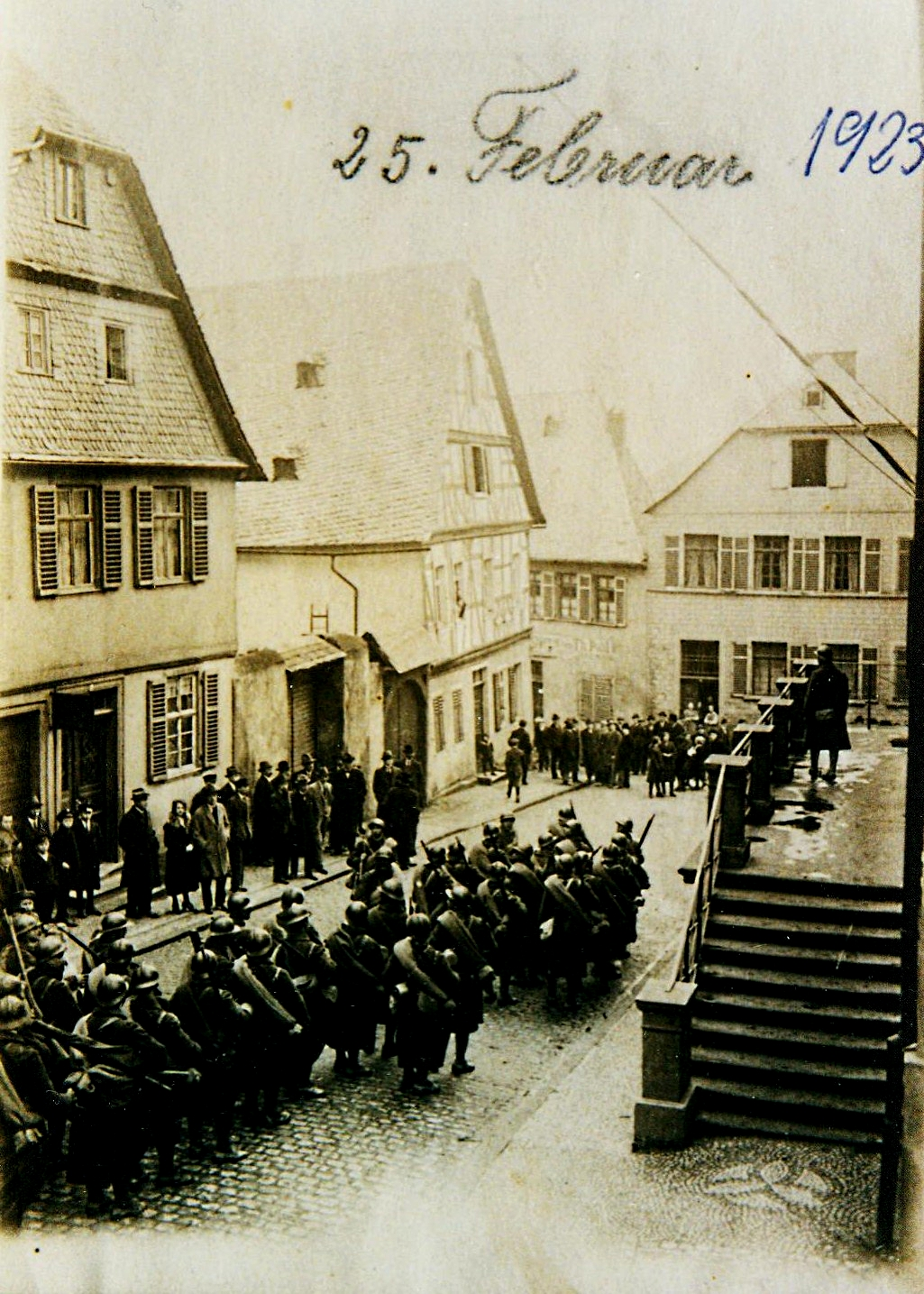
Besetzung des Lorcher Marktplatzes am 25. Februar 1923

Zu den Ausgewiesenen gehörten vor allem lokale Mandatsträger sowie Beamte und Angestellte der Verwaltung. Verhaftet und ausgewiesen wurden zum Beispiel der Kauber Bürgermeister und der dortige Stadtsekretär. Der Lorcher Bürgermeister Pnischeck, der den Einmarsch der französischen Truppen bei deren Ankunft am 24. Februar 1924 in Rüdesheim mitbekam, wurde bei seiner Rückkehr nach Lorch gefangen genommen und von der französischen Militärgerichtsbarkeit wegen diverser Aufsässigkeiten, der Schmuggelaktivitäten, des Kohlenzug-Diebstahls und allgemein wegen der Nichteinhaltung der Reparationsbedingungen seitens Deutschlands zu einer Haftstrafe verurteilt.:S. 52 ff. Ähnlich wie Pnischeck erging es auch Marcus Krüsmann, dem damaligen Bürgermeister von Limburg an der Lahn.
Pnischeck ist vermutlich der Urheber des Mythos, dass der Freistaat bis 1923 bestanden habe, denn dem Widerstand gegen die Besetzung schrieb er es zu, dass Anfang 1923 „mit ihm […] wie der Phönix aus der Asche auch wieder der ‚Freistaat Flaschenhals‘“ entstanden sei.:S. 110 Gemeint war damit, dass im Rheingaukreis abermals eine Notverwaltung etabliert werden musste, weil Landrat Julius Mülhens am 17. Februar 1923 von den Franzosen ausgewiesen und Pnischek am 24. Februar 1923 von der preußischen Regierung zu dessen Vertreter ernannt worden war. Seine neuen Befugnisse konnte er jedoch nur noch dazu gebrauchen, „nicht nur als Bürgermeister, sondern auch als Vertreter des Reiches gegen die Besetzung Einspruch zu erheben“. Nachdem er das getan hatte, wurde er verhaftet und zum „Bahnhof gebracht, wo man mir in einem kleinen, abgetrennten Teil eines Büros einen gar schäbigen Rest des Freistaates überließ“.:S. 116
Der Pnischeck neben seiner Weigerung, Befehle der Besatzer auszuüben, vorgeworfene Kohlenzug-Diebstahl, bei dem noch vor der Besetzung des Flaschenhalses für Italien bestimmte Reparationskohle von Rüdesheim aus heimlich nach Lorch und von dort mit Billigung Pnischecks an die Bevölkerung im Flaschenhals verteilt worden war, verweist auf eine weitere Personengruppe, die ins Visier der Besatzungsmacht geriet: die dortigen Bahnbediensteten, die von den Franzosen für die Aufrechterhaltung des Zugverkehrs gebraucht wurden. Diese aber „zeigten sich zumeist ebenso stur und kooperationsunwillig wie ihre Kollegen in den kommunalen Verwaltungen. Deshalb traf sie auch vielfach das gleiche Schicksal. Sie wurden ausgewiesen und ihre Dienstposten von französischem Eisenbahnpersonal übernommen.“ Zurückkehren und ihren Dienst wieder aufnehmen durften sie erst im September 1924.:S. 55 f

### Separatistische Bestrebungen im Flaschenhals
Analog zur Situation im Mainzer Brückenkopf blieb auch der nun französisch besetzte Flaschenhals nicht von den Einflussversuchen der Anhänger einer Rheinischen Republik verschont.
Das Notgeld war im Flaschenhals nicht bei allen beliebt, insbesondere nicht bei den Kaufleuten, weil es im Verkehr mit den unbesetzten Gebieten keinen Wert besaß und so die Beschaffung neuer Waren erschwerte. Es zu akzeptieren, galt zudem als Akt der Anbiederung gegenüber den Separatisten. Diese waren aber auch deshalb unbeliebt, weil ihr Handeln in den von ihnen zwangsweise eroberten Rathäusern von der Bevölkerung als ein „von Franzosen bewachte[s] und beschützte[s] Chaos“ empfunden wurde.:S. 65 f
Im Januar 1924 fand die Herrschaft der Separatisten ein Ende. Auch hier unterschied sich die Situation im Flaschenhals nicht von der anderer Gebiete, in denen die Separatisten vorübergehend die Macht erlangt hatten. Wer zu ihnen gehalten hatte und nicht mit ihnen abgezogen war, bekam die Rache der Einwohner zu spüren. Andererseits verhinderten aber auch die Franzosen die juristische Verfolgung von separatistisch motivierten Straftaten gegenüber Flaschenhals-Bewohnern.:S. 66 f

### Das Ende der Besatzung
Die politischen Prozesse, die zur Beendigung der Ruhrbesetzung führten, leiteten auch das Ende der Besatzung im Flaschenhals ein. Am 14. Oktober 1924 widerrief das französische Generalkommando die früher ergangenen Ausweisbefehle und erlaubte allen Beamten die Wiederaufnahme ihrer früheren Diensttätigkeit. Ausgenommen hiervon blieb zunächst Edmund Pnischeck. Der konnte erst nach dem 15. November 1924, dem Tag des völligen Abzugs der französischen Truppen, seinen Dienst wieder aufnehmen.:S. 121

„Damit war der ‚Flaschenhals‘ jedoch nicht aufgelöst. Der Gebietsstreifen bestand – zumindest auf der Landkarte – weiter, weil die Brückenköpfe bis 1929 (Koblenz) und 1930 (Mainz) besetzt blieben. Erst mit dem 30. Juni 1930 hörte der ‚Flaschenhals‘ – der ab Ende 1924 allerdings ein relativ unscheinbares und ungefährdetes Dasein geführt hatte – wirklich zu bestehen auf, denn an diesem Tag endete jegliche Besatzung im Deutschen Reich.“

## Gegenwart
Heute wird die Bezeichnung Freistaat Flaschenhals zur Tourismusförderung der Region verwendet. Zu diesem Zweck wurde 1994 die „Freistaat-Flaschenhals-Initiative“ (FFI) von Winzern und Gastronomen gegründet. Ihre Mitglieder versehen seither Weine, Winzersekte und Edelbrände mit dem Siegel der Initiative. Sie stellt aber auch „Reisepässe“ aus, die laut dem Prospekt der Initiative „seinem Inhaber allzeit ‚freie Fahrt‘ und viele Vergünstigungen auf dem FFI-Territorium“ gewähren. Zum hundertjährigen Jubiläum des Freistaats im Jahre 2019 waren 3.600 der 17,50 € teuren Pässe ausgestellt, „die wie Dokumente der Bundesrepublik aussehen […] – aber ausdrücklich nichts mit »Reichsbürgern« zu tun hätten“.
Am Rheinufer sowie einigen weiteren Straßen erinnern touristische Hinweisschilder an den historischen „Freistaat“.
Geldscheine des „Freistaats Flaschenhals“ sind heute gesuchte Sammlerobjekte.

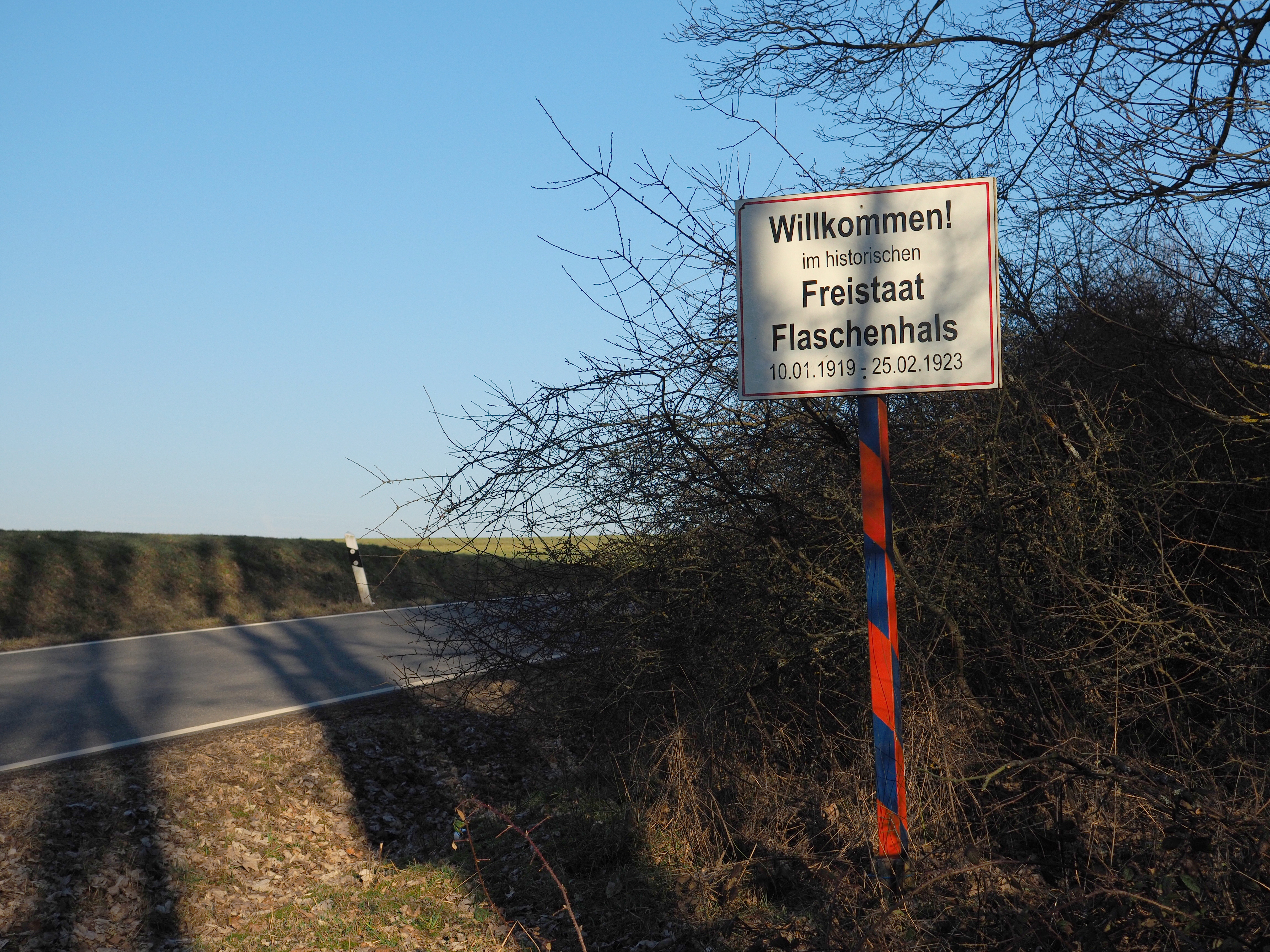
Hinweisschild an der K 614 von Algenroth nach Zorn
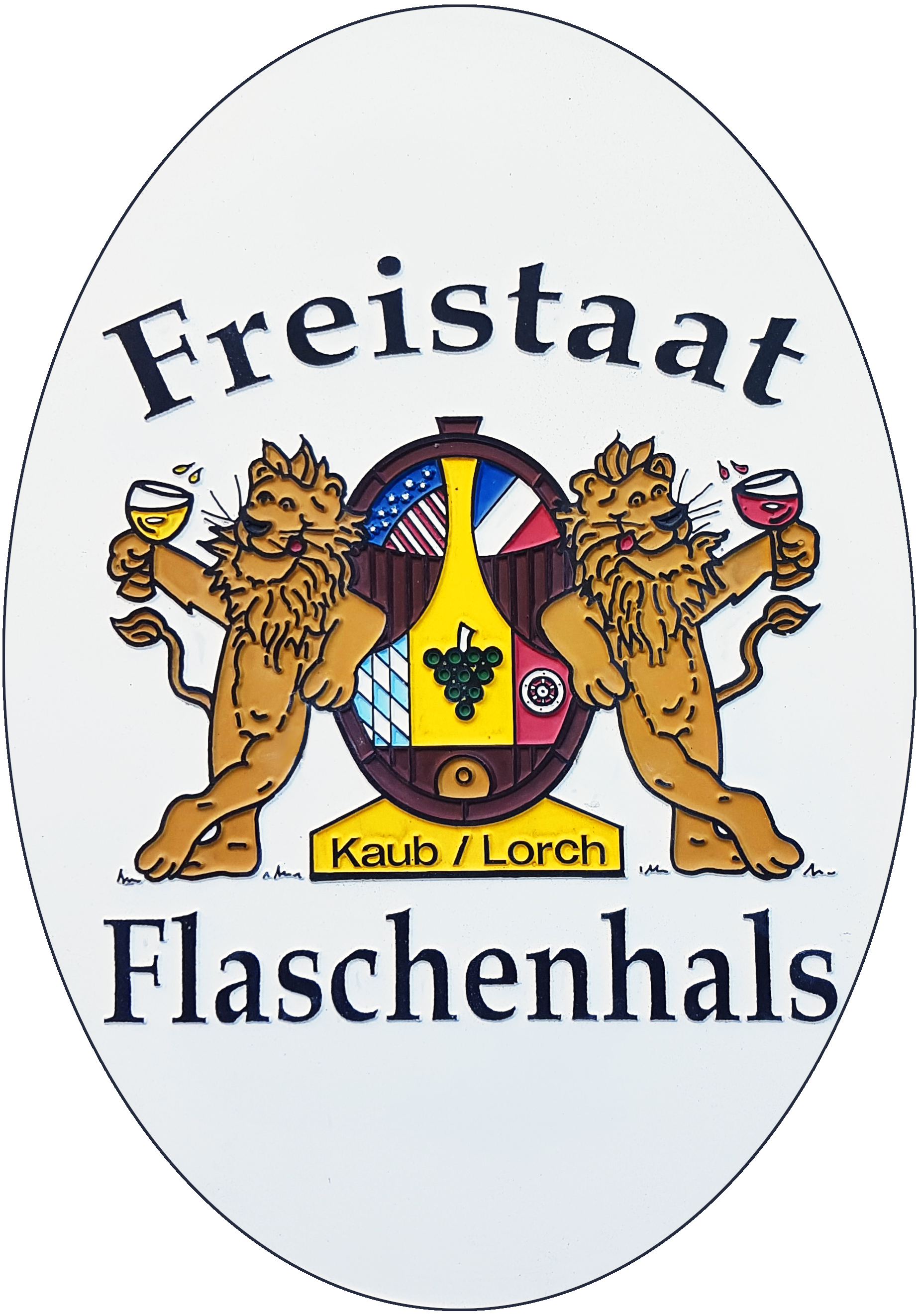
Freistaat Flaschenhals – Tourismusschild
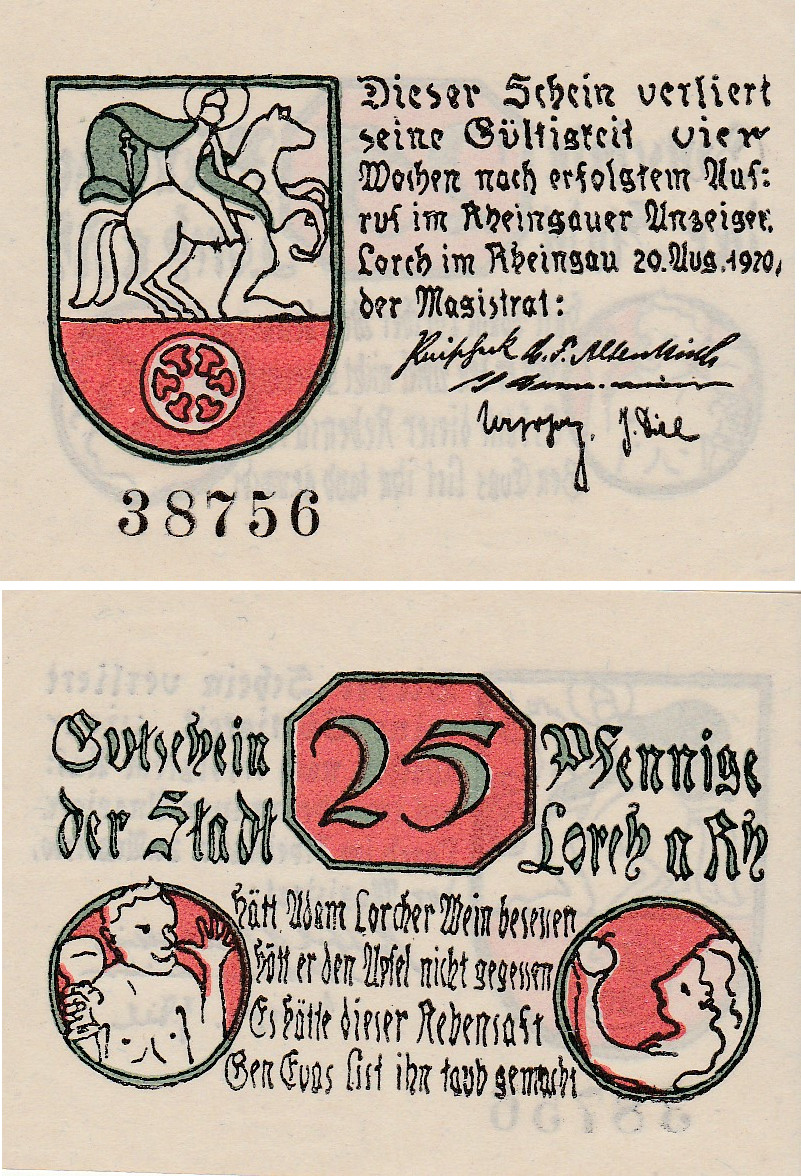
Freistaat-Notgeld der Gemeinde Lorch
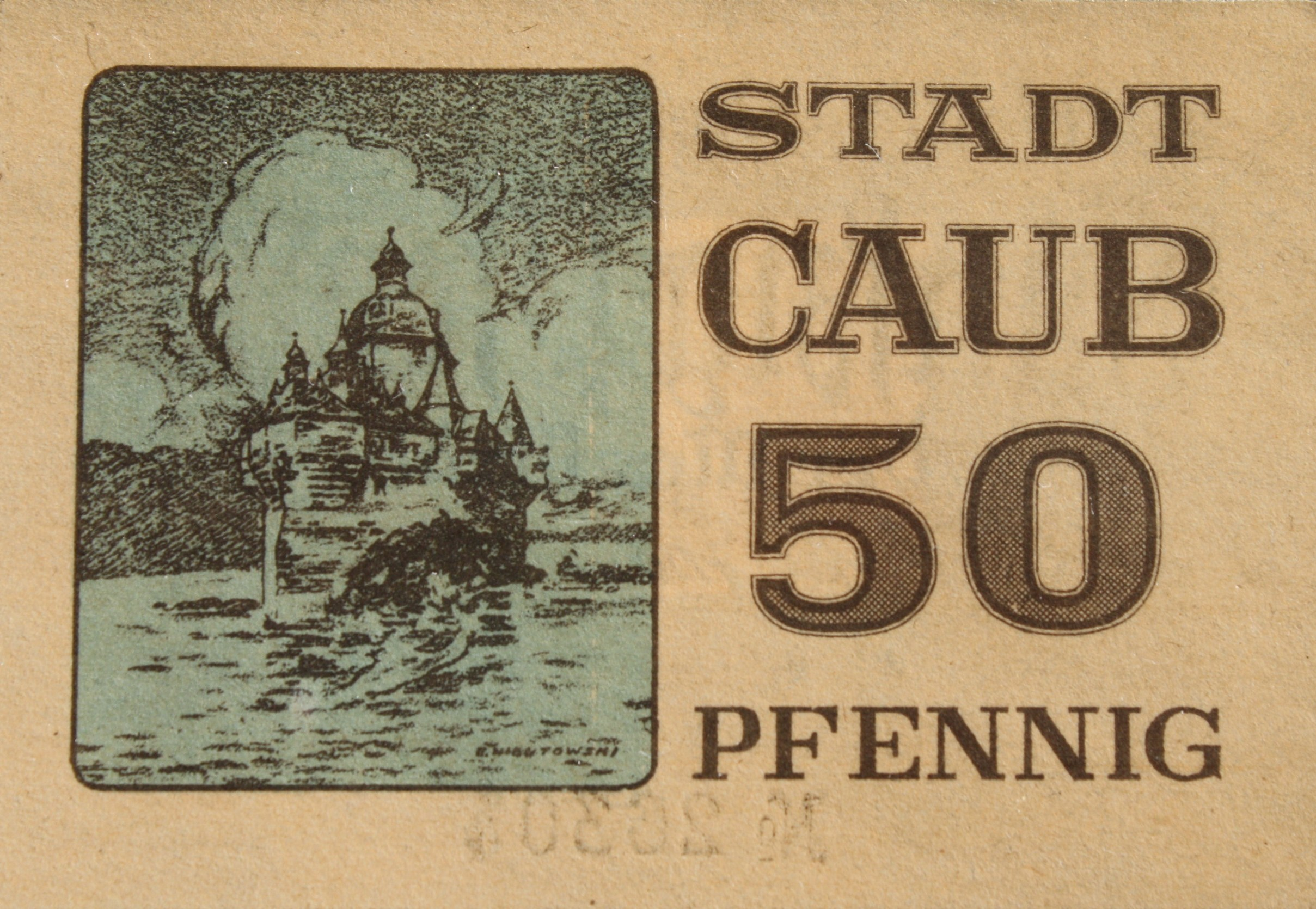
Freistaat-Notgeld der Gemeinde Lorch